# Cinemaxx
A  Cinemaxx é uma empresa privada brasileira, que atua no ramo da exibição cinematográfica, sediada na cidade do Rio de Janeiro.  Atua exclusivamente no Estado do Rio de Janeiro e seu parque exibidor é formado atualmente por cinco complexos e oito salas, média de 1,60 salas de cinema por complexo. Suas 1 259 poltronas perfazem uma média de 163,20 assentos por sala.

## História
As atividades da empresa iniciarem-se em maio de 1995, quando o empresário Gilberto Leal, um profissional da área de marketing  que já atuara em outras empresas do ramo, como o Cine Palácio Campo Grande e a United International Pictures (UIP, exibidor já extinto), fundou a empresa Top Filmes Marketing, abrindo diversos cinemas pelo interior do Estado do Rio de Janeiro ou assumindo a programação de alguns deles.
A empresa já utilizou a marca "Top Cine", e um aspecto importante acerca da marca atual é a existência de diversos outros cinemas do país que utilizam a denominação Cinemax (com apenas um "x" no final). Estas salas, que aparentemente não possuem relação entre si, podem ser encontradas nas cidades de Campo Mourão, Francisco Beltrão, Itabira , Morrinhos,  Piraju e Xinguara. Há ainda uma emissora de televisão por assinatura, de origem estrangeira, que também utiliza a marca Cinemax, e que tampouco guarda vinculação com a rede exibidora.
A Cinemaxx foi indicada ao prêmio ED - Exibição e Distribuição, edição 2014, na categoria "Destaque Profissional de Marketing" .  Com relação à digitalização (processo de substituição dos projetores de película 35m por equipamentos digitais), a empresa  ainda não havia logrado atualizar seus complexos em setembro de 2014, conforme relatório do site especializado Filme B . Seu proprietário chegou a expressar o temor de algumas de suas salas, como a localizada na cidade de Paracambi, possam fechar  em virtude do alto custo do processo de digitalização.  A empresa é participante do programa "Cinema para Todos", criado pelo Governo do Estado do Rio de Janeiro como forma de democratizar o acesso à sétima arte. Em outubro de 2013, realizou o festival "É só Brasil", exibindo somente produções brasileiras em três dos seus complexos.
Com um parque exibidor modesto, ocupou a 33ª posição entre os maiores exibidores do país (posição de setembro de 2014) por número de salas. Entretanto, consagrou-se como o principal exibidor da Região dos Lagos do Estado do Rio de Janeiro e  continua a ser dirigida pelo empresário fluminense Gilberto Leal, que também é o presidente do Sindicato dos Exibidores do Estado do Rio de Janeiro. 

## Público
Abaixo a tabela de público e sua evolução de 2008 a 2019, considerando o somatório de todas as suas salas a cada ano. A variação mencionada se refere à comparação com os números do ano imediatamente anterior. Os dados foram extraídos do banco de dados Box Office do portal de cinema Filme B, à exceção dos números de 2014 e 2015, que se originam do Data Base Brasil. Já os dados de 2016 em diante procedem do relatório "Informe Anual Distribuição em Salas Detalhado", do Observatório Brasileiro do Cinema e do Audiovisual (OCA) da ANCINE.
| Ano  | Público total | Ranking no país | Market Share | Variação |
| ---- | ------------- | --------------- | ------------ | -------- |
| 2008 | 135 210       | 43º             | 0,16%        | ano-base |
| 2009 | 310 190       | 34º             | 0,27%        | 129,41%  |
| 2010 | 344 293       | 31º             | 0,28%        | 10,99%   |
| 2011 | 416 121       | 31º             | 0,29%        | 20,86%   |
| 2012 | 416 158       | 31º             | 0,28%        | 0,01%    |
| 2013 | 433 399       | 30º             | 0,29%        | 4,14%    |
| 2014 | 357 117       | 32º             | 0,23%        | 17,60%   |
| 2015 | 360 089       | 33º             | 0,21%        | 0,83%    |
| 2016 | 277 350       | 39º             | 0,15%        | 22,98%   |
| 2017 | 155 161       | 43º             | 0,09%        | 44,06%   |
| 2018 | 147 359       | 42º             | 0,09%        | 5,03%    |
| 2019 | 153 629       | 46º             | 0,09%        | 4,25%    |

## Ligações Externas
- «Página oficial»
- Cinemaxx no Facebook